# حمام النعيم (الخليل)
حمام النعيم (الخليل) هو حمام تقليدي يقع في مدينة الخليل في فلسطين( البلدة القديمة بالخليل، بجانب مسجد أهل السنية). تعتبر الحمامات التقليدية جزءًا هامًا من التراث الثقافي والاجتماعي في العديد من المدن الشرقية، بما في ذلك فلسطين، حيث كانت تلعب دورًا في النظافة والطقوس الاجتماعية والاسترخاء. تبرز أهمية حمامات مثل حمام النعيم في الحفاظ على هذا الجانب من التراث وتقديمه للأجيال الحالية.

## التاريخ
يعود تاريخ إنشاء الحمامات التقليدية في فلسطين إلى فترات مختلفة، بعضها يعود إلى العصر الروماني والبيزنطي، بينما تم بناء العديد منها خلال العصور الإسلامية المتعاقبة. من المرجح أن يكون حمام النعيم قد تم إنشاؤه في فترة ازدهار العمارة الإسلامية في الخليل، ربما خلال العهد العثماني أو فترات سابقة. كانت الحمامات تُنشأ غالبًا بالقرب من مصادر المياه وكانت وقفًا يخدم أهالي المدينة.

### الوصف المعماري
تتميز الحمامات التقليدية بتصميم معماري فريد يراعي وظيفتها. عادةً ما تتكون من عدة أقسام:
- المسلخ (الغرفة الباردة): وهي غرفة الاستقبال وخلع الملابس، وتتميز عادةً بوجود مقاعد ونافورة في المنتصف.
- الوسطاني (الغرفة الدافئة): وهي غرفة انتقالية ذات حرارة متوسطة لإعداد الجسم للدخول إلى الغرفة الساخنة.
- الحرارة (الغرفة الساخنة): وهي الغرفة الرئيسية للاستحمام، وتتميز بارتفاع درجة حرارتها وبوجود أحواض للاغتسال وبخار الماء.
- الخزانات: وهي غرف لتسخين المياه وتوليد البخار.

من المرجح أن يكون حمام النعيم يتبع هذا التصميم العام، مع الأخذ في الاعتبار المواد المحلية المستخدمة في البناء مثل الحجر الجيري الذي تشتهر به الخليل. قد يحمل الحمام أيضًا بعض الزخارف المعمارية التي تعكس الفترة التي تم فيها بناؤه.

## الأهمية الثقافية والاجتماعية
كانت الحمامات التقليدية في الخليل، مثل غيرها في المدن الفلسطينية، مراكز اجتماعية هامة. لم تكن مجرد أماكن للنظافة الجسدية، بل كانت أيضًا:
- أماكن للتجمع: حيث يلتقي الناس للحديث وتبادل الأخبار.
- أماكن للاسترخاء: حيث يقضي الناس وقتًا للاستجمام والتخلص من التوتر.
- أماكن للطقوس: حيث كانت تُقام بعض الطقوس الاجتماعية مثل استعداد العروس قبل الزفاف أو استقبال المولود.

من المرجح أن يكون حمام النعيم قد لعب دورًا مماثلاً في حياة سكان الخليل على مر العصور.

## انظر ايضا
- الخليل